# Carnaval cubano
Los primeros tambores africanos se escucharon en Cuba desde el siglo XVI durante ciertas fiestas, como la del Día de Reyes y la de Carnestolendas o Carnaval, ya que su uso estaba restringido al ámbito de sociedades de ayuda mutua, llamadas Cabildos de Nación, donde se permitía a los esclavos y sus descendientes reunirse para cultivar su cultura y religión.
La música y la danza del Carnaval cubano fue siempre muy popular en Cuba, y ha ejercido una importante influencia en otros géneros de la música cubana, tal como la Conga de Salón y el ritmo Mozambique. La Conga cubana ha trascendido las fronteras nacionales para convertirse en uno de los más conocidos y apreciados géneros de la música cubana en el extranjero, como las famosas Congas de salón de finales de los años treinta y principios de los cuarenta Bim Bam Bum, de Rafael Hernández y Uno dos y tres, de Rafael Ortiz, la que más tarde se hizo popular en inglés como: One, two, three, Kick! Más recientemente, en 1985, la famosa Conga del grupo Cubano-americano Miami Sound Machine, desencadenó un verdadero furor en los Estados Unidos y alrededor del mundo. Su éxito solamente puede ser comparado a la popularidad que alcanzó la Conga de salón en los Estados Unidos y Europa durante los años treinta, o a las líneas de Conga popularizadas por Desi Arnaz en los años cincuenta.

## DelsigloXVIalXVIII
El mestizaje del negro y el blanco comienza en Cuba con la llegada a la isla de las primeras esclavas africanas hacia 1550, pero sus culturas se mantuvieron relativamente independientes durante cientos de años, debido a que los esclavos no tenían acceso a las tradiciones culturales de sus amos, y los españoles percibían a la cultura africana como bárbara y primitiva. La siguiente descripción de una fiesta de negros esclavos, incluida en un relato por el escritor costumbrista Francisco Baralt, pone en evidencia la imagen negativa que poseían los españoles de las manifestaciones culturales del africano. Según Francisco Baralt: “esos bailes [africanos] tienen un aspecto tan extraño, por el lugar, la hora y los personajes que los ejecutan, que aún a los mismos que los presencian todos los días les produce una sensación bien difícil de expresar: no se sabe si es curiosidad o repugnancia, si atrae o repele su carácter salvaje y primitivo que parece poner entre esas fiestas y las reuniones y saraos de los hombres civilizados la distancia que media entre el diluvio y la época que alcanzamos.”
La música de los africanos que llegaron a Cuba desde España, o directamente desde África, fue solamente permitida desde el inicio de la colonización dentro de ciertas sociedades de ayuda mutua y fraternidades religiosas cuya fundación se remonta al siglo XVI. Según David H. Brown, aquellas sociedades, llamadas cabildos, “proveían en caso de enfermedad o muerte, celebraban misas para los difuntos, colectaban fondos para la liberación de sus miembros de la esclavitud, organizaban regularmente danzas y actividades recreativas los domingos y días de fiesta, y patrocinaban misas, procesiones y bailes de carnaval (ahora llamados comparsas) alrededor del ciclo anual de festivales católicos.”
Los cabildos organizaban grandes procesiones callejeras durante los domingos, las celebraciones de santos y algunos importantes días feriados, donde sus dirigentes y acompañantes se vestían con atuendos propios de los reyes y los altos rangos militares, mientras que los que participaban en las procesiones y bailes llevaban “tocados de plumas y máscaras africanas con cuernos y adornos vegetales.” El Día de Reyes, que se celebraba el 6 de enero durante la Epifanía, era la más importante de aquellas festividades.
Otra importante celebración donde participaban los cabildos fue la que se celebraba los tres días anteriores al Miércoles de Ceniza, los cuales se convirtieron en días festivos conocidos como Carnestolendas o Carnaval. En 1697, el italiano Gemeli Careri mencionaba esas celebraciones: “…el domingo 9 de febrero los negros y mulatos, con pintorescos atuendos, formaron una congregación para divertirse en el carnaval.” Según Virtudes Feliú: “…Este es el dato más antiguo relativo a las comparsas tradicionales habaneras y deja en claro que efectivamente los negros y mulatos se divertían en las Carnestolendas que celebraban los hispánicos y sus descendientes, vistiendo para ello ropas inusuales propias de estos festejos y en una agrupación o colectivo que Careri denomina “congregación”, seguramente porque no se usaba aún (o él desconocía) el vocablo actual de “comparsa”.
Podemos deducir que los instrumentos utilizados en las festividades de los antiguos cabildos fueron los membranófonos africanos que no estaban destinados a las celebraciones rituales, como los tambores de bembé y yuka. En referencia a la diferencia entre los tambores rituales africanos, los cuales sólo podían ser ejecutados en celebraciones religiosas, y los profanos, que sí podían ser tocados en público dice Argeliers León: “A diferencia de los tambores rituales batá e iyesá, los cuales eran afinados por medio de un sistema de tensión en N..., los tambores de bembé sí se podían atesar por medio del calor, pues no poseían el carácter ritual de los tambores consagrados.”
También dice León al respecto que “…Los tambores de bembé son muy variados, desde los de gran tamaño – de más de un metro de alto y cilindroides – hasta tamborcitos hechos de barriles de envase. En ciertas zonas de Cuba, los tambores de bembé son hechos de tronco de palma, con un sólo parche clavado, y de poco más de medio metro de altura…”
El conjunto de yuka estaba formado por tres tambores hechos de troncos rústicos (llamados por orden de tamaño: caja, mula y cachimbo) con parches de cuero de buey clavados al cuerpo del tambor, y se utilizaban los toques con dos palos sobre un trozo horadado de bambú llamado guagua o catá, o directamente sobre la caja del tambor.
Con respecto a los tambores ejecutados por los africanos en sus fiestas, el escritor costumbrista Francisco Baralt escribe hacia 1846: “El instrumento único que se usa en estas fiestas es una especie de tambor de un solo pedazo de madera de dos o cuatro pies de largo, de forma irregular y aproximándose más o menos a las figuras cónica o cilíndrica, hueco hasta la mitad, y más generalmente horadado y cubierto el extremo de más diámetro con un cuero de carnero o chivo, rapado y sin curtir.”

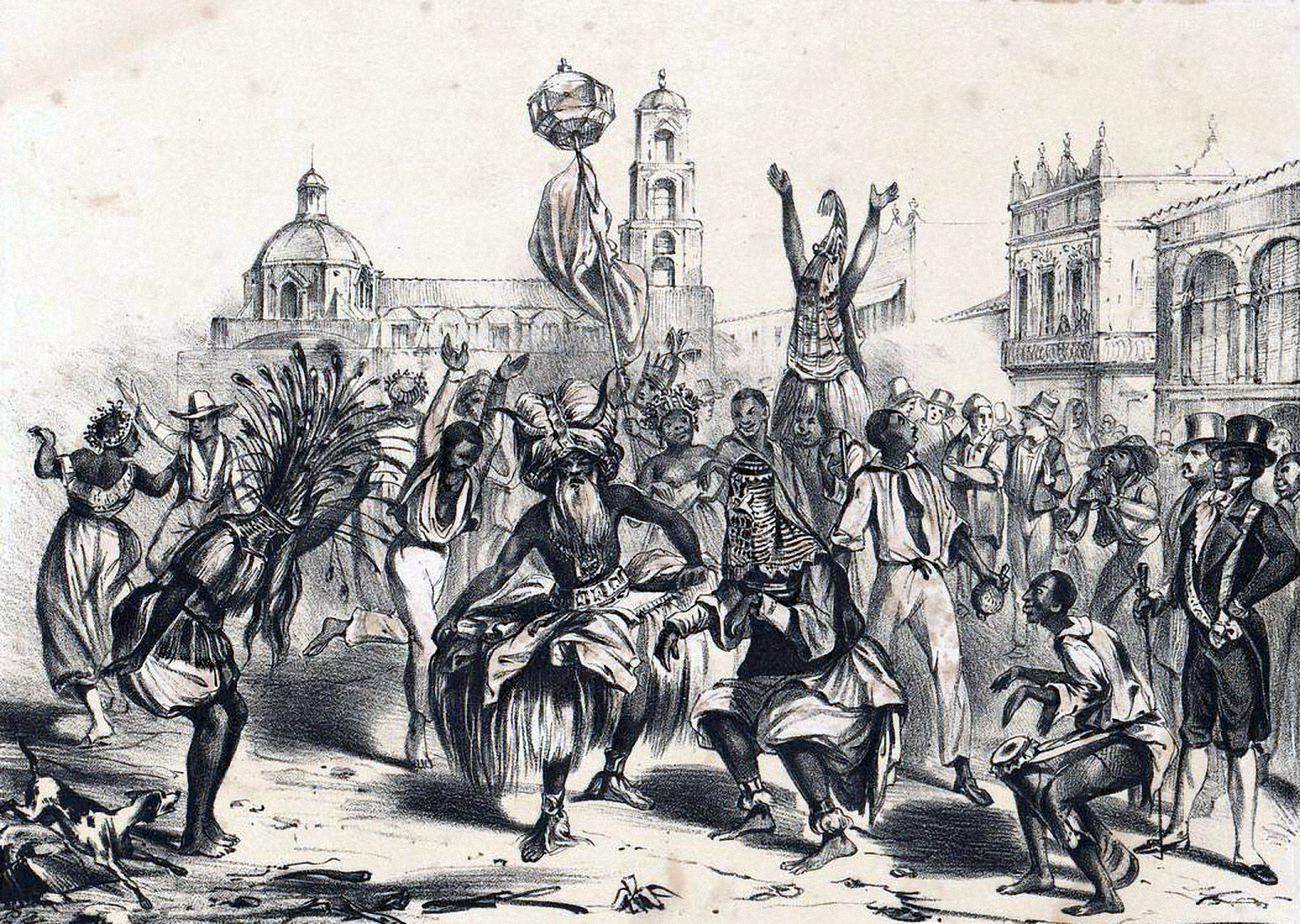
Día de Reyes. Grabado de Federico Miahle, 1855.

También coinciden estas descripciones con las representaciones visuales de los Carnavales en La Habana del siglo XIX, de artistas como Víctor Patricio de Landaluze y Federico Mialhe, donde aparecen frecuentemente los tambores cilíndricos de parche clavado, ejecutados a horcajadas entre las piernas de los tamboreros, de forma muy parecida a como se ejecutan aún hoy día los tambores yuka.En numerosos grabados de los pintores Landaluze y Miahle sobre las festividades de carnaval podemos apreciar algunos instrumentos, como los tambores y los cuernos o bocinas que se acostumbraba ejecutar en aquellas ocasiones. A la izquierda, en un famoso grabado de Miahle, 1855, llamado Día de Reyes, se encuentra un tamborero tocando a horcajadas un tambor cilíndrico y otro hombre detrás con sombrero, soplando un cuerno encorvado.

## ElsigloXIX
De acuerdo con David H. Brown: “Después de 1792, cuando los cabildos fueron forzosamente relegados a la zona de extramuros, las procesiones de carnaval salían de sus localizaciones y penetraban por las entradas hacia la fortificación que constituía el área de intramuros. Ellos marchaban a través de las vías residenciales y comerciales de las calles Mercaderes, Obispo y O’Reilly hacia la central Plaza de Armas, el sitio del Palacio del Capitán General de la isla. En el patio del Palacio, así como en otras paradas a lo largo del camino, los miembros de las procesiones representaban bailes, demandaban y recibían aguinaldos (donaciones monetarias), y entonces regresaban a sus casas.”
En el siguiente relato de 1866 el autor menciona los sonidos característicos, así como los instrumentos que eran ejecutados por los que participaban en la procesión de una comparsa del Día de Reyes en La Habana:
“Innumerables grupos de comparsas de negros africanos transitan a través de todas las calles de la capital. El barullo es inmenso, su aspecto horroroso… El ruido creado por todos los tambores, los cuernos [bocinas o cornetas] y los silbatos aturden a los transeuntes en todas partes; en una esquina un rey Yoruba rodeado por su falange de negros, aquí un Gangá, y allá otro de la nación Carabalí… todos ellos reyes por un día, cantando en tono monótono y desagradable en sus lenguas africanas.”

## ElsigloXX
Al inicio de la guerra de independencia, en 1895, las autoridades coloniales suspendieron todas las actividades carnavalescas indefinidamente, y esa prohibición se mantuvo en efecto hasta la conclusión de las hostilidades a principios del siglo XX.
El alcalde de La Habana, Carlos de La Torre, reinstauró las festividades de Carnaval oficialmente en 1902. La masiva participación de la población de origen africano en la guerra de independencia dio como resultado una mayor integración del afro-cubano a las actividades de la sociedad, y propició que su participación en el Carnaval fuera más amplia durante los primeros años de la república. Por primera vez los negros cubanos fueron autorizados a ejecutar su música y sus danzas junto a las comparsas de blancos como El Alacrán, los carros modelo T cubiertos de flores y las carrozas.
Desde 1902, las autoridades municipales comenzaron de nuevo a regular estrictamente la organización de las procesiones de carnaval, mostrando preferencia por los carros ornamentados, las carrozas, las bandas militares, y la presentación del Rey y la Reina, en detrimento de las manifestaciones de origen afro-cubano como la comparsa y la Conga, y hacia 1916 la supresión de los grupos de comparsa en La Habana fue casi total. Debido a que durante el período de entre los años mil novecientos y mil novecientos diez, los espectáculos carnavalescos habían atraído a miles de visitantes extranjeros a la capital cada primavera, finalmente en 1937, las autoridades de la ciudad tomaron la decisión de reautorizar las comparsas en los paseos de carnaval.
En 1937, las comparsas comenzaron a participar permanentemente en los Carnavales habaneros, desfilando a través del Paseo del Prado con sus distintivas coreografías, bailes y canciones. Estos grupos incluían El Alacrán, de la barriada del Cerro, Los Marqueses de Atarés, Las Boyeras de Los Sitios, Los Dandys de Belén, La Sultana de Colón, Las Jardineras de Jesús María, Los Componedoras de Batea de Cayo Hueso, El Príncipe del Raj de Marte, las Mexicanas de Dragones, Los Moros Azules de Guanabacoa, El Barracón de Puelo Nuevo y Los Guaracheros de Regla.
Celebrados en el mes de julio, Los Carnavales de Santiago de Cuba y otros pueblos orientales poseían sus propias características. En vez de encontrarse reducidas a ciertas calles y plazas como en la capital, las comparsas santiagueras se extendían a toda la ciudad y la población participaba más activamente en ellas. El estilo y el carácter de la música y la danza eran también diferentes.
Poco después de 1959, las autoridades revolucionarias cambiaron la celebración de los carnavales de febrero y marzo al 26 de julio. En principio se realizó ese cambio para no interrumpir la cosecha de la caña en 1979, pero lo mantuvieron más tarde con el propósito de celebrar el “triunfo del socialismo”. Entre los años de 1990 y 1995 se realizaron aisladas representaciones, las cuales estuvieron ligadas a eventos políticos. Estas incluyeron algunos grupos que salieron a la calle en noviembre de 1993 para celebrar el aniversario de los CDR. Finalmente, en un intento por atraer mayor cantidad de turistas, el gobierno autorizó de nuevo una modesta celebración de carnaval precediendo a la celebración de la Cuaresma, en vez de en julio como se hacía anteriormente.

## La música del Carnaval Cubano

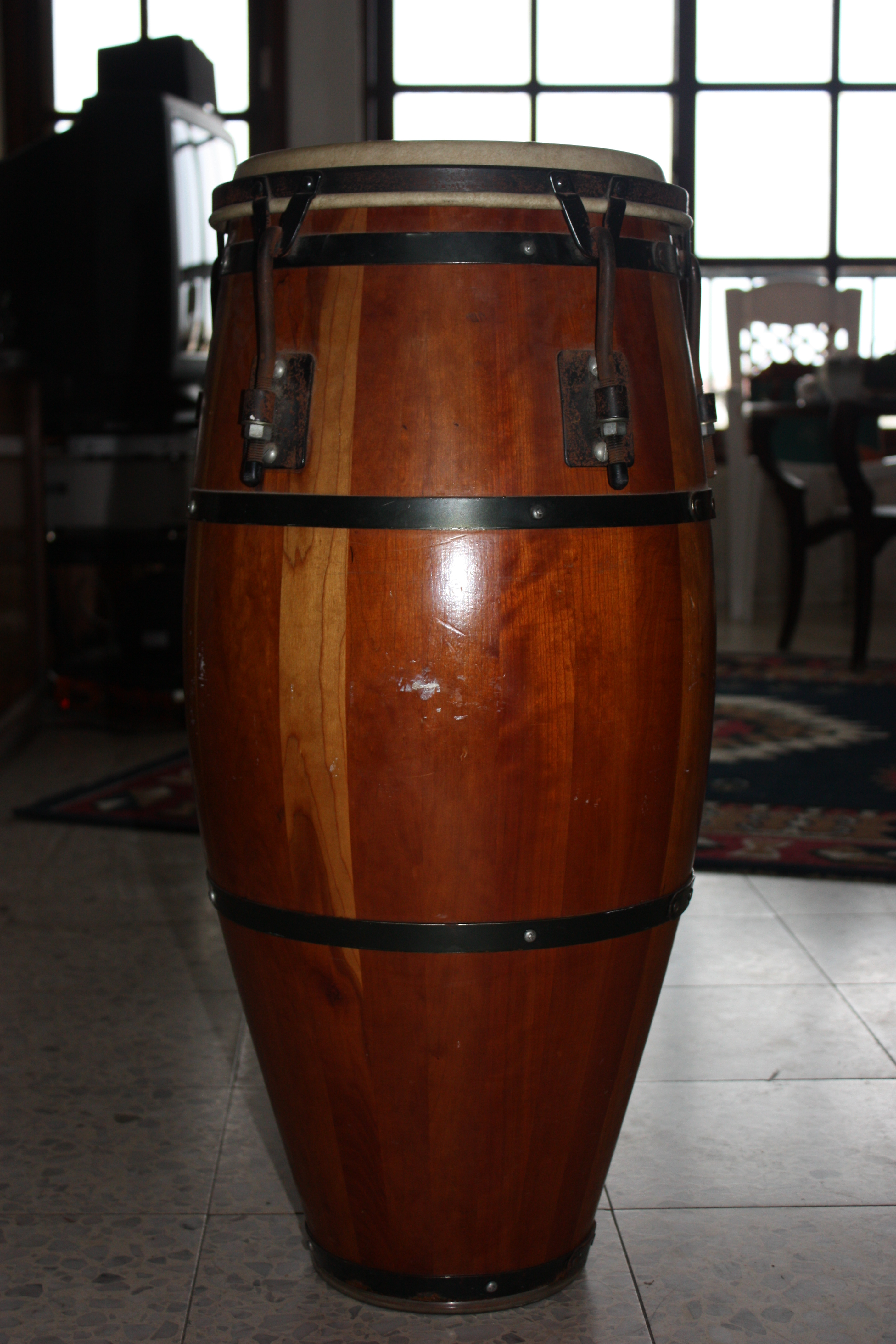
Tumbadora.

Las agrupaciones instrumentales del carnaval cubano suelen ser muy variadas; pero aun así, es posible determinar ciertos patrones en cuanto a los conjuntos instrumentales utilizados en La Habana y Santiago de Cuba, los cuales difieren significativamente.
Así describe Argeliers León el formato instrumental básico de la comparsa habanera: “… En otras zonas de la población quedaban otros grupos instrumentales como el de las comparsas, integrados por una Conga, una tumbadora y un quinto, una caja de redoblante (sin las cuerdas de resonancia), un cencerro doble o jimagua, un bombo o dos sartenes clavadas en un cajón o sobre un tablero. Este equipo podía ampliarse con otras tumbadoras y una o más trompetas.
El tambor llamado Conga o tumbadora, de evidente origen bantú, es, según dice Fernando Ortiz: “…un tambor de origen africano, hecho de listones de madera y aros de hierro, de aproximadamente un metro de largo, forma de barril, y abierto en un extremo con un solo parche de cuero de buey fijado con clavos al cuerpo del tambor..” Antiguamente se afinaba por medio de calor, pero actualmente es afinado por medio de llaves metálicas.
El diámetro de las tumbadoras es el siguiente, de la más aguda a la más grave: requinto (9 a 10 pulgadas de diámetro), quinto (10 a 11 pulgadas), Conga (macho o tres-dos) (11 a 12 pulgadas), tumbadora (o hembra) (12 a 13 pulgadas), retumbadora (o mambisa) (14 pulgadas).
En las comparsas y Congas santiagueras se utilizan varios tambores bimembranófonos ejecutados con una baqueta: un requinto, tres Congas (sin relación alguna con la tumbadora o Conga habanera), las cuales se subdividen en dos redoblantes o galletas, y un pilón. También son utilizados varios tambores membranófonos (de forma cónica con un solo parche tocados con las palmas de las manos) llamados bocúes. Los tambores son complementados con tres idiófonos metálicos percutidos (confeccionados a partir de tamboras de automóviles desechadas), los cuales son seleccionados de acuerdo a su sonoridad.
Los instrumentos de viento están representados por el penetrante sonido de la corneta china, instrumento de lengüeta doble que fue insertado en las Congas santiagueras en 1915, y que siempre realiza el llamado inicial para comenzar a arrollar, que es como se denomina al estilo danzario de la Conga, caracterizado por una forma peculiar de marcha rítmica, arrastrando los pies y moviendo las caderas y los hombros al compás de la música.
El estilo musical de la Conga habanera es distinto del de la Conga santiaguera, y quizás el elemento que más diferencia a estos estilos es un peculiar acento rítmico dentro del compás de cuatro por cuatro, que es ejecutado en el bombo habanero o en la conga (tambor) santiaguera respectivamente. 
En el caso del estilo habanero, este acento cae sobre una nota sincopada en el tercer tiempo del compás, configurando un patrón rítmico ampliamente conocido. 
En la Conga santiaguera se acentúan más los tiempos fuertes del compás, induciendo de esa manera a una poderosa sensación de impulso, que incita a mover los pies junto con la pulsación rítmica. En este caso, el acento del tambor se produce entre el cuarto tiempo y el primero de siguiente compás.